# Robert Brown (cestista)
Robert Brown (Clermont, 26 settembre 1992) è un ex cestista statunitense.